# Multipliereffect
Het multipliereffect is een verschijnsel dat bekend is in de macro-economie en vooral wordt verbonden met de vraagtheorie van John Maynard Keynes. Het effect wordt meestal veroorzaakt door een investering van een overheid. Het kan zo zijn dat een extra besteding van de overheid van bijvoorbeeld € 10 miljard een toename van het bruto binnenlands product tot gevolg kan hebben van m x € 10 miljard waarbij m de multiplier is en groter is dan 1. De multiplier kan echter ook kleiner zijn dan 1.
Het multipliereffect ontstaat door een stijging in het aantal investeringen, leidend tot extra inkomen en dus extra consumptie. Dit kan weer tot meer werkgelegenheid en extra inkomen leiden. Ook een belastingverlaging van de overheid kent een multipliereffect.
Het multipliereffect wordt in de volksmond ook wel een 'kettingreactie' of het 'sneeuwbaleffect' genoemd, een sneeuwbal die al rollend van een helling steeds groter wordt.
Het multiplier- of inkomenseffect wordt door weglekeffecten beperkt:
- Een deel van de extra inkomsten wordt gespaard (spaarlek);
- De extra inkomsten moeten uiteindelijk in de vorm van belastingen weer aan de overheid worden afgedragen (belastinglek);
- Ten derde zal voorts een belangrijk deel van de bestedingsimpuls in een open economie, zoals de Nederlandse, naar het buitenland weglekken door een stijging van de invoer (invoerlek). De voornaamste oorzaak van het invoerlek in Nederland is het feit Nederlandse burgers grotendeels geïmporteerde producten zullen kopen, omdat de Nederlandse binnenlandse productie tegenwoordig niet toereikend is.

De doeltreffendheid van het begrotingsbeleid hangt daarom in belangrijke mate af van institutionele factoren die van land tot land kunnen verschillen. De effectiviteit ervan kan ook in de loop van de tijd veranderen. Door de toegenomen openheid van de economie (invoerlek) en het gestegen lastenpeil  (belastinglek) heeft het begrotingsbeleid in Nederland bijvoorbeeld aan slagvaardigheid ingeboet. Het multipliereffect zal daarom in gesloten economieën, zoals die van Japan of Amerika, groter zijn dan in Nederland. Behalve institutionele factoren zijn een goede timing en de juiste dosering ook cruciaal in het vaststellen van de effectiviteit van de overheidsmaatregelen. 